# Bat mitsvà
El Bat mitsvà (en hebreu: בת מצווה) (en català: filla del manament) és una cerimònia que es fa quan la nena jueva arriba a la seva majoria d'edat religiosa, en principi als dotze anys. El seu rol social és similar al que té la primera comunió per als fidels catòlics.

## Filla del Manament
A excepció d'Itàlia, en cap lloc no hi ha una cerimònia similar quan una nena es converteix en "bat mitsvà". Encara que les nenes reben les mateixes responsabilitats de la llei, tenen un paper menys públic a les sinagogues. No obstant això, des del segle xix els jueus reformats, conservadors i reconstruccionistes van tornar a la noció de les "obligacions" i les distincions de gènere del judaisme. Avui dia, les jueus no ortodoxos celebren també l'edat de "bat mitsvà" de les nenes com ho fan amb el "bar mitsvà" dels nens. La majoria de les sinagogues reformades i conservadores tenen una participació equitativa dins la qual les dones poden llegir de la Torà i dirigir els serveis d'oració.
Per altra banda, el judaisme ortodox rebutja la idea que les dones poden llegir de la Torà o dirigir els serveis d'oració, i aquesta denominació ha desenvolupat una manera menys pública de celebrar l'ocasió. Usualment, les nenes ortodoxes llegeixen sobre algun tema jueu, o reciten versicles d'altres llibres de la Tanakh. No obstant això, la celebració del "Bat mitsvà" ha esdevingut una celebració generalitzada de totes les denominacions.